# کم‌عروسک بالا
کم‌عروسک بالا یک منطقهٔ مسکونی در ایران است که در بخش مرکزی شهرستان شهربابک واقع شده‌است. کم‌عروسک بالا ۲۵ نفر جمعیت دارد.